# Aeroportul Darwaz
Aeroportul Darwaz (IATA: DAZ, ICAO: OADZ) este un aeroport din Provincia Badahșan, Afganistan.
Situat la o altitudine de 1.533 m, aeroportul dispune de o singură pistă.

## Infrastructură

### Terminale
Aerogara are în componență 1 terminal, Darwaz Airport runway⁠(d). 